# Campionati mondiali di nuoto 2009 - Cerimonia di apertura
La cerimonia di apertura dei 13th FINA World Championships si è tenuta il 18 luglio 2009 alle ore 20:00 CET (19:00 UTC), presso lo Stadio dei Marmi di Roma.
L'evento promosso dal Comitato organizzatore locale è stato ideato e diretto da Monica Maimone e Valerio Festi, con scenografie di Roberto Rebaudengo e Fabrizio Plessi.
Produttore esecutivo Studio Festi.
Per la produzione della Cerimonia l'organizzazione si è avvalsa di una struttura di 200 artisti, 220 tecnici e personale di produzione, 400 volontari.
Alla cerimonia hanno presenziato: il Presidente della Repubblica Giorgio Napolitano, il Presidente della Camera dei Deputati Gianfranco Fini, i Sottosegretari alla Presidenza del Consiglio Gianni Letta e Rocco Crimi, il Ministro Giorgia Meloni, il Sindaco di Roma Gianni Alemanno, Franco Carraro, Mario Pescante. Tra le personalità presenti: Walter Veltroni, Antonio Marzano, Augusto Fantozzi, Corrado Passera.
In apertura, Claudio Baglioni ha presentato l'inno del campionato, intitolato Un solo mondo.
Lo spettacolo, intitolato "Sinfonia degli oceani", ha visto la partecipazione di Giovanni Allevi e di Alessia Marcuzzi.
Due segmenti dello spettacolo, sono stati curati dai coreografi Ismael Ivo e Wayne McGregor che hanno impiegato ballerini dell'Accademia Nazionale di Danza di Roma, un'anteprima del Ballo Sport commissionatole dalla Presidenza del Consiglio dei ministri nell'ambito delle iniziative per il 150º anniversario dell'Unità d'Italia nel 2011.
La parte protocollare ha visto Federica Pellegrini consegnare la bandiera italiana al picchetto d'onore. L'alzabandiera è stato eseguito sulle note dell'inno di Mameli interpretato dalla banda della Marina militare in alta uniforme storica. 
La sfilata degli atleti ha visto parare le 201 nazioni presenti ai campionati. Massimiliano Rosolino è stato il portabandiera della squadra italiana. Dopo i discorsi del Presidente del Comitato organizzatore Giovanni Malagò, del Presidente della FIN Paolo Barelli, e di quello della FINA Mustapha Larfaoui, i campionati sono stati dichiarati aperti dal Capo dello stato. La pallanuotista Tania di Mario ha giurato per gli atleti. 
La Cerimonia è stata trasmessa in diretta televisiva in mondovisione da Rai Sport.

## Video
13th FINA World Championships-Opening ceremony